# Enzo Barrenechea
Pour les articles homonymes, voir Barrenechea.
Enzo Barrenechea, né le 22 mai 2001 à Villa María en Argentine, est un footballeur argentin qui évolue au poste de milieu défensif au SL Benfica, en prêt d'Aston Villa.

## Biographie

### Carrière en club
Né à Villa María en Argentine, Enzo Barrenechea est formé aux Newell's Old Boys, avant d'aller en Europe au FC Sion puis à la Juventus,.
Le 2 novembre 2022, il joue son premier match avec l'équipe première, en entrant en jeu en Ligue des champions contre le Paris Saint-Germain (défaite 2-1).
Barrenechea prend part à cinq rencontres avec la Juve au cours de la saison 2022-2023, avant d'être envoyé en prêt pour une saison à Frosinone Calcio le 15 août 2023. Titulaire tout au long de la saison avec le club italien, il joue trente-neuf matchs toutes compétitions confondues.
Le 1er juillet 2024, Enzo Barrenecha s'engage avec Aston Villa. Le milieu de terrain argentin prend part à toute la pré-saison avec le club anglais, mais il est cédé en prêt pour une saison au Valence CF peu avant la fin du marché des transfers estival.
Le 18 juillet 2025, Enzo est prêté pour une saison au Benfica Lisbonne. Le montant du prêt est évalué à 3 millions d'euros. Sous certaines conditions, le prêt pourrait aboutir à une option voir à une obligation d'achat.

## Statistiques
| Saison                | Club                    | Championnat           | Championnat | Championnat | Championnat | Coupe nationale | Coupe nationale | Coupe nationale | Coupe de la Ligue | Coupe de la Ligue | Coupe de la Ligue | Supercoupe | Supercoupe | Supercoupe | Compétition(s) continentale(s) | Compétition(s) continentale(s) | Compétition(s) continentale(s) | Compétition(s) continentale(s) | Total | Total | Total |
| Saison                | Club                    | Division              | M.          | B.          | P.d.        | M.              | B.              | P.d.            | M.                | B.                | P.d.              | M.         | B.         | P.d.       | Comp.                          | M.                             | B.                             | P.d.                           | M.    | B.    | P.d.  |
| 2022-2023             | Juventus FC             | Serie A               | 3           | 0           | 0           | -               | -               | -               | -                 | -                 | -                 | -          | -          | -          | C1+C3                          | 1+1                            | 0+0                            | 0                              | 5     | 0     | 0     |
| 2023-2024             | Frosinone Calcio (prêt) | Serie A               | 36          | 0           | 1           | 3               | 1               | 0               | -                 | -                 | -                 | -          | -          | -          | -                              | -                              | -                              | -                              | 39    | 1     | 1     |
| 2024-2025             | Valence CF (prêt)       | Liga                  | 30          | 1           | 2           | 2               | 0               | 0               | -                 | -                 | -                 | -          | -          | -          | -                              | -                              | -                              | -                              | 32    | 1     | 2     |
| 2025-2026             | SL Benfica (prêt)       | Liga Betclic          | 1           | 0           | 0           | -               | -               | -               | -                 | -                 | -                 | 1          | 0          | 0          | C1                             | 2                              | 0                              | 0                              | 4     | 0     | 0     |
| Total sur la carrière | Total sur la carrière   | Total sur la carrière | 70          | 1           | 3           | 5               | 1               | 0               | -                 | -                 | -                 | 1          | 0          | 0          | -                              | 4                              | 0                              | 0                              | 80    | 2     | 3     |